# Mei 2005
Dit artikel geeft een chronologisch overzicht van alle belangrijke gebeurtenissen per dag in de maand mei van het jaar 2005.

## Gebeurtenissen

### 1 mei
- Het vliegtuig van de Hondurese president Ricardo Maduro stort neer in zee. Hij overleeft het ongeluk zonder zware verwondingen.

### 2 mei
- Shaun Murphy wint het WK snooker voor de eerste keer in zijn carrière. In de finale is hij met 18-16 te sterk voor Matthew Stevens.

### 3 mei
- De vrouw bij wie als eerste in Nederland de ziekte van Creutzfeldt-Jakob is vastgesteld, is overleden.

### 5 mei
- De Labour wint voor de derde achtereenvolgende keer de parlementsverkiezingen in het Verenigd Koninkrijk. Dit is uniek voor de partij. Haar leider, Tony Blair, wordt opnieuw premier.

### 7 mei
- In Brussel, België vindt 'Roze Zaterdag' plaats, de Belgische versie van de Amerikaanse Gay Pride.
- De Conventie van tijdreizigers vindt plaats op het Massachusetts Institute of Technology.

### 8 mei
- President George W. Bush van de Verenigde Staten is in Nederland voor de viering van 60 jaar bevrijding op de Amerikaanse begraafplaats in Margraten.

### 11 mei
- Als gevolg van terreurdreiging zijn het Witte Huis en het Capitool korte tijd ontruimd geweest. Een vliegtuig drong het verboden gebied binnen, maar werd onderschept door twee F-16's. De piloot is gearresteerd.

### 13 mei
- In de oostelijke stad Andijon in Oezbekistan zijn opstanden uitgebroken tegen president Islom Karimov vanwege zijn autoritaire bewind en de armoede en werkloosheid. Ook werden meer dan 2000 gevangenen uit de gevangenis bevrijd. Hierop zette Karimov het leger in om de opstand neer te slaan, waarbij vele doden vielen.

### 16 mei
- Sony onthult de PlayStation 3.

### 18 mei
- Première van de film Star Wars: Episode III: Revenge of the Sith, het laatste deel van de filmreeks Star Wars van George Lucas.

### 20 mei
- CDA-minister van der Hoeven kondigt aan komend najaar een debat te willen houden over de evolutietheorie en het creationisme. Hiervoor worden wetenschappers en religieuzen uitgenodigd.

### 21 mei
- Filmfestival van Cannes - Jean-Pierre Dardenne en Luc Dardenne winnen de Gouden Palm voor hun film L'Enfant.
- Helena Paparizou wint met het nummer "My Number One" voor Griekenland het Eurovisiesongfestival.

### 24 mei
- Het Permanent Hof van Arbitrage in Den Haag geeft een uitspraak in het Nederlands-Belgische geschil over een heropening van de IJzeren Rijn. Met een beroep op het Verdrag van Londen (1839) worden de Belgen in het gelijk gesteld.

### 25 mei
- Studio Brussel-presentator Peter Van de Veire vestigt een nieuw wereldrecord "Crowdzwemmen" of "Crowdsurfen" met 14 minuten en 37 seconden.

### 26 mei
- CDA-Kamerlid Atsma is kwaad over een examenvraag waarin de indruk wordt gewekt dat het EU-landbouwbeleid de derde wereld schaadt. Het juiste antwoord was "oneerlijke concurrentie", aangezien melkpoeder door de EU wordt gesubsidieerd.

### 27 mei
- Na het opnieuw stuklopen van overleg tussen werkgevers en -nemers in de papierindustrie, zijn de Finnen massaal toiletpapier gaan hamsteren.

### 29 mei
- Uit de kerncentrale in het Tsjechische Temelín nabij de Duitse grens, is tijdens onderhoudswerkzaamheden 3000 liter licht radioactief koelwater gelekt. Greenpeace is al enkele jaren van mening dat deze centrale onveilig is. Uit de opwerkingsfabriek in Sellafield heeft negen maanden lang in salpeterzuur opgelost hoog radioactief materiaal gelekt als gevolg van een niet opgemerkte breuk in een pijpleiding.
- Een meerderheid van de Fransen verwerpt per referendum het Verdrag tot vaststelling van een Grondwet voor Europa.
- Paolo Savoldelli wint de Ronde van Italië 2005.

### 30 mei
- De Amerikaanse scholiere Natalee Holloway verdwijnt in Aruba spoorloos.

### 31 mei
- Prinses Marilène en Prins Maurits hebben er een dochter bij. Ze heet Felicia Juliana Bénedicte Barbara.
- De Franse premier Jean-Pierre Raffarin wordt vervangen door Dominique de Villepin.
- Een tweede medewerker van de Nederlandse afdeling van Artsen Zonder Grenzen wordt in Soedan gearresteerd na het uitbrengen van een rapport over massaverkrachtingen in de regio Darfoer.

<< · januari · februari · maart · april · mei · juni · juli · augustus · september · oktober · november · december · >>